# Överklagande
Ett överklagande, kallas även överklagan,  är en anmälan av myndighetsbeslut eller domslut till högre rättsinstans, med syftet att få domen eller beslutet ändrat. Om något överklagande inte inkommit inom en viss tidsfrist får domen laga kraft.

## Överklagande i Sverige
Överklagande är ett ordinärt och devolutivt rättsmedel. Rättegångsbalken och förvaltningsprocesslagen innehåller bestämmelserna angående sättet för fullföljd av talan mot underrättsbeslut, medan förvaltningslagen innehåller bestämmelser för överklagande av andra myndighetsbeslut. Tiden för överklagande är ofta tre eller fyra veckor från beslut eller domslut, eller från den dag då den klagande fått del av beslutet.
Överklagandet ska uppfylla vissa formella krav. Det ska ange vilket beslut som överklagas och vilken ändring den klagande vill få till stånd. Det ska i regel vara skriftligt och egenhändigt undertecknat. I vissa fall kan dock ett muntligt överklagande godtas.
I äldre tid hade man särskilda termer för överklagande, beroende på till vilken högre instans man ville vända sig. Den som till exempel överklagade tingsrätts dom till hovrätten använde sig således av rättsmedlet vad. Terminologin ersattes av nuvarande begrepp, för att ha en mer enhetlig och lättbegriplig terminologi, varför den som förr vädjade till hovrätten numera överklagar.